# The Big One
The Big One é um filme rodado em 1996 — e liberado em 1998 pela Miramax Films — por Michael Moore durante sua turnê promocional pelos EUA para seu livro Downsize This!. Através das 47 cidades que visita, Moore descobre e descreve as fraquezas econômicas e o medo do desemprego dos trabalhadores americanos.

## Experiência
Grande parte do filme mostra a "caçada" (geralmente sem sucesso) empreendida por Moore  a  grandes executivos de corporações importantes, no intuito de conseguir entrevistá-los. Finalmente ele consegue filmar uma entrevista com o CEO da Nike, Phil Knight, sobre as práticas trabalhistas da companhia, questionando-o sobre exploração de trabalho infantil. O  filme também critica os candidatos que então disputavam as  eleições presidenciais dos EUA, concentrando-se sobretudo  na "traição" de Bill Clinton aos ideais econômicos progressistas.
O título se refere ao seu conceito de que os Estados Unidos da América necessita de uma reforma e receber um novo nome. Quando perguntado que nome seria, brincando sugere, "O Grande" ("The Big One").
Tanto o trailer como o pôster do filme são paródias de Men in Black.